# Pikmin
Pikmin es un videojuego desarrollado por Nintendo EAD para Nintendo GameCube, creado por Shigeru Miyamoto. Las pequeñas criaturas del juego se llaman Pikmin en honor a Pik, el perro de Miyamoto.
El juego llegó al mercado el 26 de octubre de 2001 en Japón, el 3 de diciembre de 2001 en Estados Unidos y el 14 de junio de 2002 en Europa. Más tarde fue relanzado bajo el sello Player's Choice y mucho más tarde llegó una adaptación a Wii bajo el sello New Play Control!. Para Wii se lanzó en Japón el 25 de diciembre de 2008, en Europa el 6 de febrero de 2009, en EE. UU. el 9 de marzo de 2009 y en Australia el 26 de febrero de 2009. En 2023 se anunció una versión mejorada para Nintendo Switch, la cual solo estará disponible físicamente en una versión que se lanzará el 22 de septiembre junto a su secuela Pikmin 2. Sin embargo, si la podemos disfrutar por separado en una versión digital.

## Juego

### Sistema de juego
Pikmin es un juego en 3D perteneciente al género de Estrategia en tiempo real. Controlamos al Capitán Olimar, en tercera persona, en un juego en el cual debemos controlar a unas criaturas muy simpáticas llamadas Pikmin. Hay tres tipos de Pikmin:
- Pikmin Rojos: Tienen la nariz puntiaguda, resisten el fuego y son los más efectivos en combate. Te los encuentras en Lugar del Impacto.

- Pikmin Amarillos: Tienen las orejas grandes, pueden ser lanzados a mayor altura que los demás y son capaces de manejar rocas-bomba. Te los encuentras en El Bosque de la Esperanza.

- Pikmin Azules: Tienen branquias, pueden entrar en el agua sin ahogarse, a diferencia de los demás. Te los encuentras en El Ombligo del Bosque y pueden salvar a otros Pikmins que se estén ahogando.

Nuestra aventura comienza cuando el Capitán Olimar, originario de Hocotate está en plenas vacaciones a bordo de su nave el  Dolphin. 
A lo largo de su viaje interestelar su nave choca contra un meteorito, Olimar queda inconsciente y despierta en un extraño planeta, el cual se cree que es la Tierra millones de años después de la extinción humana. Allí no conoce nada, tan solo un dato no del todo halagüeño: el planeta está lleno de un gas venenoso para él: Oxígeno, deberá entonces dejar el planeta en 30 días, ya que este es el tiempo que su traje espacial le
permite filtrar el "peligroso" gas. 
Para poder escapar tendrá que encontrar las 30 piezas de su nave esparcidas por todo 1 km cuadrado, con la ayuda de los Pikmin, unas criaturas muy simpáticas que le ayudarán durante la aventura.

## Niveles
En el juego hay cinco niveles, en los cuales deberemos encontrar las piezas de nuestra nave(en el pikmin 1):
Lugar del impacto: La zona en la que Olimar despierta. Es la más sencilla, en ella aprenderás a controlar a tus primeros Pikmin, aquí sólo hay 2 piezas del “Dolphin”. 
Bosque de la esperanza: Es la segunda área visitable del juego. Está dividida fundamentalmente en tres regiones: un lago, una playa y una especie de ciénaga, aquí encontrarás 8 piezas de la nave. 
El ombligo del bosque:
Es la zona más peligrosa del juego, hay géiseres de fuego que te harán muy difícil tu tarea. Sin mencionar los peligrosos e innumerables enemigos (preferentemente utiliza los pikmin rojos), en este nivel hay 9 piezas de la nave. 
La gran laguna: Es la zona más grande del juego y hay muchos enemigos que son muy difíciles de derrotar, aquí hay un total de 10 piezas de la nave. 
La prueba final: Solo hay una pieza, pero te llevará todo el día llegar hasta ella. Y conseguirla te costará probablemente más de 200 pikmins y mucho pero que mucho trabajo (inclusive días enteros).

## Recepción
El juego tuvo una gran acogida en los medios recibiendo buenas críticas mayoritariamente. La web IGN lo calificó con un 9,1. gracias a su originalidad y su fluidez en el juego. En España revistas como Nintendo Acción o Hobby Consolas alabaron su disposición, y lo señalaron como uno de los juegos más importantes de Gamecube pese a salir prácticamente en sus inicios. La revista MeriStation también mostró su apoyo al juego con la nota de 8,5.

## Curiosidades
La forma normal de completar el juego es reuniendo las 30 piezas de la nave, pero también es posible terminarlo con sólo 29 piezas, e incluso se puede concretar si se reúnen las 25 piezas clave para que la nave pueda volar.
Los Pikmin tienen cierta similitud con la planta conocida como mandrágora.

## Versión para Wii
Se lanzó una nueva versión para Wii con el sello New Play Control!, que relanza juegos seleccionados de GameCube en Wii. Las mejoras que ofrece esta versión son un nuevo sistema de control ajustado al mando de Wii y el Nunchuk, la posibilidad de elegir el tipo de Pikmin que se va a lanzar en ese momento, y un nuevo sistema de guardado más flexible que permite regresar a cualquier día ya completado en lugar de tener que empezar de nuevo. Fue lanzado el 25 de diciembre de 2008 en Japón, el 6 de febrero de 2009 en Europa, el 9 de marzo en Norteamérica y en Australia el 26 de febrero de 2009.

## Secuelas
Pikmin 2.
En 2004 se lanzó Pikmin 2, la secuela, con varias mejoras y variantes en el modo de juego respecto al primer juego. La historia transcurre después de que el Capitán Olimar regresa a su planeta Hocotate, al haber caído en un mundo extraño. Cuando regresa, se entera de que la compañía donde trabaja ("Hocotate Freight") está en bancarrota, por lo que ahora tendrá que regresar al extraño planeta, junto con su compañero Louie (Luis) y buscar tesoros para saldar las deudas.
Básicamente incluye los elementos más exitosos del juego, modificados a través de las propuestas de los fanes. Como principal novedad incluye un modo multijugador con 2 modos de juego,nuevos pikmins y  
También se lanzó una versión adaptada a Wii New Play Control!.
Pikmin 3
Shigeru Miyamoto anunció durante la mesa redonda del E3 2008 que se había comenzado a desarrollar un nuevo Pikmin, debido al gran éxito obtenido. Para el E3 2010, mencionó que el juego no se había mostrado aún porque no era el momento preciso, sin embargo marchaba muy bien y que sería lanzado en la consola Wii  también hay nuevos pikmins. Hasta el pasado E3 2011, se dio noticias de que el juego se trasladaría a la nueva consola Wii U, aprovechando las gráficas HD, además de que el desarrollo ya iba ampliamente avanzado y que seguramente sería uno de los juegos que acompañarán el lanzamiento de la nueva consola.
Pikmin Bloom
Se trata de una secuela del juego Pikmin en versión para móviles que incorpora realidad aumentada y geolocalización, tal como Pokémon GO. Fue desarrollado por la compañía Niantic en colaboración con Nintendo. El juego consiste en buscar Pikmins que son personalizables y a los que se les puede asignar nombre y alimentarlos.
Actualmente la versión oficial del juego fue lanzada el 27 de octubre solamente para Australia y Singapur.